# Hoover (Alabama)
Hoover je město ve Spojených státech amerických. Nachází se v okresech Jefferson County a Shelby County ve státě Alabama. Ve městě žije přibližně 93 tisíc obyvatel a jeho rozloha činí 124,9 km². Je šestým nejlidnatějším městem v Alabamě a 367. nejlidnatějším městem v USA. 
Město bylo založeno roku 1850. Město leží v podhůří Appalačského pohoří. Ve městě se nachází Hoover Metropolitan Stadium a botanická zahrada Aldridge. Největším zaměstnavatelem ve městě je společnost Regions Financial.